# کونتای
کونتای (به پرتغالی: Cunhataí) یک منطقهٔ مسکونی در برزیل است که در سانتا کاتارینا واقع شده‌است. کونتای ۱٬۹۶۷ نفر جمعیت دارد.